# Lucien Favre
Lucien Favre (* 2. listopadu 1957 Saint-Barthélemy) je švýcarský fotbalový trenér, který trénuje francouzský klub OGC Nice, a bývalý profesionální fotbalista, který hrával na pozici ofensivního záložníka. Svoji hráčskou kariéru ukončil v roce 1991 ve švýcarském klubu Servette FC. Mezi lety 1981 a 1989 odehrál také 24 utkání v dresu švýcarské reprezentace, ve kterých vstřelil 1 branku.

## Trenérská kariéra

### FC Zürich
Po svém příchodu k mužstvu FC Zürich vyhrál v sezóně 2004/05 Švýcarský národní pohár a v dalších sezónách 2005/06 a 2006/07 mistrovské tituly ve švýcarské Super League.

### Hertha
Dne 1. června 2007 byl oznámen jako trenér německého klubu Hertha Berlín. Protože měl s FC Zürich podepsanou smlouvu do roku 2008, musel jeho nový zaměstnavatel toho předešlého vyplatit, částka činila 200 tisíc eur.
Favreho premiéra byla vítězná – Hertha vyřadila v německém DFB poháru čerstvě třetiligový SpVgg Unterhaching 3:0.
Ligová premiéra skončila dne 11. srpna 2007 venkovní porážkou 0:1, kterou uštědřil Eintracht Frankfurt.
Favre v létě prováděl „čistku“, po níž odešlo několik fotbalistů včetně 21letého Aškana Dejagaha, 20letého Kevina-Prince Boatenga a 18letého Jérôme Boatenga.
Odešel 32letý argentinský útočník Christian Giménez, autor 12 gólů v uplynulé sezóně.
Celkově tým opustilo 11 fotbalistů.
Ač se v první sezóně umístil na desátém místě uprostřed tabulky, obdržela Hertha příležitost zahrát si evropské poháry skrz fair play. Cena UEFA za fair play připadla německé Bundeslize a její předsednictvo vybralo berlínský klub.
Ve druhé sezóně dovedl Herthu na nečekané čtvrté místo.
Ve třetí sezóně se mu přestalo dařit a po výhře 1:0 proti Hannoveru v úvodním kole zaznamenal šest ligových proher. Nezvládl zápas domácího poháru proti druholigistovi TSV 1860 München. Po šesté prohře 1:5 venku na stadionu Hoffenheimu byl na konci září roku 2009 propuštěn.

### OGC Nice
Favre působil v Nice mezi lety 2016 až 2018 a první sezonu dokončil na třetím místě, což bylo pro klub nejlepší umístění od roku 1975.

### Borussia Dortmund
Dne 22. května 2018 oznámila Borussia Dortmund Favreho novým trenérem, který tak převzal třetí německý klub. Obě strany se domluvily na smlouvě do konce června 2020.
Pod Favrem zažilo mladé mužstvo zahrnující Achrafa Hakimiho, Jadona Sancha nebo Thomase Delaneyho rekordní vstup do Bundesligy, když osm zápasů nepoznalo porážku a vstřelilo oněch rekordních 27 gólů, což se klubu v minulosti nepodařilo.
Po 19 ligových zápasech měl tým na kontě 48 získaných bodů a držel první příčku před konkurenty v čele s Bayernem Mnichov. Před Favrem žádný trenér Borussie nedisponoval takovými výsledky ve své premiérové kampani, do 16. kola dokonce nepoznal porážku.
Dne 13. prosince, den po debaklu 1:5 se Stuttgartem byl od fotbalistů Dortmundu Favre odvolán. V tabulce Dortmundu patřilo až průběžné páté místo.

### OGC Nice (návrat)
Favre se v létě 2022 vrátil na lavičku OGC Nice, kde nahradil Christopha Galtiera, jenž měl namířeno do Paris Saint-Germain. Detaily smlouvy ani jedna ze stran neupřesnila.